# 雷德希爾鎮區 (北卡羅萊納州米切爾縣)
雷德希爾鎮區（英語：Red Hill Township）是位於美國北卡羅萊納州米切爾縣的一個鎮區。

## 地方資料
雷德希爾鎮區的面積為25.12平方千米，皆為陸地。根據2020年美國人口普查的數據，當地共有人口353人，而人口密度為每平方千米14.05人。